# 橘雲峨
橘 雲峨（たちばな うんが、文政11年1月21日〈1828年3月6日〉 ‐ 明治18年〈1885年〉7月）とは、江戸時代から明治時代にかけての画家。

## 来歴
姓は立花とも。『明治画家略伝』によれば大岡雲峰及び葛飾北斎の門人で名は新平、麹町区中六番町三番地に住み、第一共進会で褒状を得たとある。また『浮世絵師伝』は作画期を嘉永から明治とするが、現在知られる作は明治12年（1879年）刊行の『雑筆画式』と、明治13年刊行の『花鳥画譜』の2冊のみである。享年58。
『雑筆画式』は明治27年（1894年）にも『万象画式』と書名を変えて再版されており、その奥付には「橘雲峨画」の署名と「仙鶴堂」の方印がある。『雑筆画式』の奥付には「画作并出版人　東京府平民 富田由次郎　四谷区南伊賀町十八番地」とあり、『花鳥画譜』にもこれとほぼ同じ奥付がある。この「富田由次郎」が雲峨と同一人かともいわれているが定かではない。